# Metisa moorei
Metisa moorei är en fjärilsart som beskrevs av Franciscus J.M. Heylaerts 1890. Metisa moorei ingår i släktet Metisa och familjen säckspinnare. Inga underarter finns listade i Catalogue of Life.